# Secundus (Schiff)
Das Stückgutschiff Secundus war eines der ersten in Deutschland gebauten Dieselmotorschiffe.
In britischen Dienst wurde die ehemalige Secundus 1943 durch ein japanisches U-Boot auf Position 1° 9′ 9,3″ N, 71° 7′ 55,8″ O versenkt.

## Geschichte
Das Schiff wurde 1913/14 bei der Hamburger Werft Blohm & Voss für die Hamburg-Amerika-Linie gebaut. Die Secundus und ihr kurz zuvor bei der AG Weser begonnenes Schwesterschiff Primus waren zunächst für den Einbau von doppeltwirkenden Zweitaktmotoren vorgesehen, aufgrund technischer Schwierigkeiten entschied man sich während des Baus aber bei der Primus für eine Fertigstellung mit Dampfmaschine als Kribi und bei der Secundus für die Verwendung einfachwirkender Dieselmotoren. Das Schiff sah wie ein normales Dampfschiff aus. Es hatte mittschiffs ein Brückenhaus und dahinter etwas abgesetzt einen zweiten niedrigen Aufbau mit einem großen Schornstein. Darunter befanden sich die Treibstofftanks und die Motoren. Das Schiff wurde ausgiebig getestet und machte dann seine erfolgreiche Jungfernreise über 10250 sm von Hamburg über New York, Philadelphia, Boca Grande und New Orleans zurück nach Hamburg.
Nach dem Ende des Ersten Weltkriegs wurde die Secundus an den Shipping Controller abgeliefert. 1919 erwarb die britische Reederei Sagami Navigation Company das Schiff und taufte es in Sagami um. 1927 wechselte das Schiff innerhalb Großbritanniens zur Reederei Phoenix Shipping Company, die es bis 1933 als Mindoro betrieben. Danach übernahm die Londoner Andrew Weir Shipping (Bank Line) das Schiff und benannte es auf den Namen Congella.

## Versenkung
Am 24. Oktober 1943 befand sich die Congella auf einer Reise mit 8700 Tonnen Stückgut von Kalkutta nach Durban, als sie nordwestlich des Addu-Atolls vom japanischen U-Boot I-10 mit zwei Torpedoschüssen angegriffen wurde. Da beide Torpedos ihr Ziel verfehlten, tauchte das U-Boot unter dem Kommando von Tonozuka auf und schoss den britischen Frachter in Brand. 25 Besatzungsmitglieder und drei Marinesoldaten kamen bei der Versenkung ums Leben, der Funker der Congella wurde von den Japanern gefangen genommen und 37 weitere Überlebende wurden vom Walfangschiff Okapi und zwei britischen Catalina-Flugbooten der Royal Air Force gerettet.